# Louay Wael
Louay Wael Mohamed Badr (tiếng Ả Rập: لؤي وائل; sinh ngày 4 tháng 6 năm 1992) thường gọi Luca Badr là một cầu thủ bóng đá người Ai Cập thi đấu cho El Entag El Harby của Ai Cập.

## Sự nghiệp
Badr has trước đó thi đấu cho đội bóng tại Belgian Pro League Lierse S.K. và gã khổng lồ Ai Cập Al Ahly.
Vào ngày 27 tháng 4 năm 2014, Badr có màn ra mắt ở Belgian Pro League cùng với Lierse S.K. ở Belgian Pro League 2013–14 trong chiến thắng 4–2 trước Waasland-Beveren. Đó là trận đấu thứ hai của Badr cho Lierse S.K., khi trong trận đấu trước, anh vào sân ở phút 85 trước KV Oostende.
Badr gia nhập Al-Ahly vào tháng 6 năm 2014.